# Pamína
A Pamína bizonytalan eredetű női név, mely Mozart Varázsfuvola című operája főszereplőjének a nevéből származik.

## Gyakorisága
Az 1990-es években szórványos név, a 2000-es években nem szerepel a 100 leggyakoribb női név között.

## Névnapok
- augusztus 31.[2]
- szeptember 6.[2]